# Velvet Eden
Velvet Eden es un grupo de música electrónica, Industrial, Darkwave y rock japonés. Con toques góticos y con una elaborada estética visual, desde sus inicios esta banda vio su imagen como algo que no podía separarse de su música, y aunque sufrió varios cambios de miembros este concepto se supo mantener siempre con el vocalista Dada como estandarte, quien es el único miembro que permaneció en toda la trayectoria de la banda. El nombre Velvet Eden viene de una colección de fotos pornográficas prohibida en la Francia de la década de 1930, lo cual Dada aseguró no saber nada de dicho Álbum Pornográfico.

## Historia

### Dada y Kalm
En 1998, Dada como cantante y escritor de las letras y su pareja Kalm al teclado, programación y composición de la música, decidieron montar un dúo musical. Al principio solían usar un guitarrista colaborador en los recitales. Así, la música en esta primera etapa era electrónica. 
Grabaron dos demotapes en 1999 autopruducidos bajo el sello Arachne, y empezaron a hacerse notar en la escena cada vez más, así que en ese mismo año pasaron a ser producidos por el label Castle Records y en diciembre sacaron su primer álbum Ningyou Shoukan. En marzo del 2000 sacaron el video SAD MASK, pero el 27 de ese mismo mes Kalm abandona el grupo. Sin embargo, dos meses después, sale el que sería el último álbum del grupo, también producido por Castle Records, Street of Alice (que es una regrabación de los temas que ya habían sacado en demotapes nunca antes editados).

### Dada y los nuevos miembros
Pero Dada no quería abandonar el mundo de Velvet Eden que él había creado con sus letras, así pues junta a Masahiro (guitarra), Ryo (bajo), Hora (teclados) y Abexx (batería) y el grupo renace pero ahora con una dirección musical totalmente cambiada, más orientada al rock. En octubre del 2000 sacan el sencillo Sute Neko, que sería su última edición en formato CD y la última vez que son producidos por Castle Records. Tras abandonar este sello siguieron autoproduciéndose bajo el nombre Arachne como en los comienzos, sacando varias demotapes.

### 2010 Retorno
Para el año 2010 se notifica el regreso de Velvet Eden (julio), información que se supo de su amigo Vivienne Satou dentro de una conferencia y en su blog.
los nuevos miembros son las bailarinas Yurikago y Lilly y el violinista y compositor Aci y finalmente Dada como Vocalista y Creador de las Letras para Velvet Eden.
Actualmente ya se encuentran 3 Temas Nuevos en su MySpace (Witch on Flames , Tragic puppet show y Nocturne Spider Moon (月蜘蛛Nocturne) y se presentaran en Show's en el mes julio, con una nueva versión ya de La Fin y otras sorpresas más.

## Integrantes
- Dada (cantante, líder)

Es el único miembro que permaneció en toda la historia del grupo. Anteriormente formaba parte de una banda llamada E-type y también colaboró cantando en Pride of Mind, la banda en donde cantaba Klaha antes de unirse a Malice Mizer. Dada es amigo del vocalista de Art Majur Duchain, banda en la que Mana (actual líder y guitarrista de Moi dix Mois) era guitarrista de soporte.Después de separarse Velvet Eden, ID-Japan lo contrato como modelo para su marca de gothic lolita ``Arachnophobia´´.
Dada ve sus letras como pequeñas historias relacionadas con su vida personal,especialmente con su vida sentimental. Él ha creado su propio mundo con las letras de Velvet Eden, y esta es la razón por la que ni siquiera cambió el nombre a la banda después del cambio de estilo musical de la misma, ya que las letras de las canciones están relacionadas entre sí y quería seguir desarrollando esa continuidad.
- Kalm (teclista y programador)

Es, junto con Dada, miembro fundador de Velvet Eden.Compuso toda la música mientras estuvo en el grupo hasta el abandono el 27 de marzo de 2000, después de eso se unió a Lurid Aqua componiendo junto con Miyavi exmiembro de Trance Art Lizard como vocalista,luego se separa lanzando solo un demotape y forma junto a Akane la banda/duo sesión Nymphis por el 2000/2001 , llegan a lanzar 5 canciones luego se separan y Akane forma un proyecto llamado Drop.
Actualmente compone canciones de Kaya (ex-Schwarz Stein) y su propia música en solitario bajo el nombre de Kalmia.
- Masahiro (guitarrista)

Se unió en junio del 2000, abandonó ese mismo año.
- Hora (teclista)

Se unió también en junio del 2000, pero abandonó el 21 de febrero de 2001. Después de abandonar el grupo se unió a Schwarz Stein. Actualmente sigue una carrera en solitario y compone algunas canciones de Kaya.
- Ryo (bajista)

Se unió en junio del 2000 y abandonó el 20 de diciembre del mismo año.
- Abexx (baterista)

Abandonó junto con Ryo el 20 de diciembre de 2000.
- Bera (guitarrista)

Se unió a mediados del 2001, y estuvo hasta el final de la banda. Ahora está en The Velvet junto con Mimi, Lem y un cantante llamado Reina.
- Mimi (bajo)

Se unió en el 2001 y desde ahí estuvo hasta que la banda se separó, ahora toca en The Velvet.
- Lem (baterista)

Se unió en 1998 y permaneció en la banda hasta el 2002. Ahora está en The Velvet.
- Hibiki (bajista)

Se une en diciembre del 2000 y se marcha en el 2001.
- Ren (baterista)

Se une en marzo de 2001 y se marcha ese mismo año.
- Lilly (bailarina)

Se une en el 2010, Abandona en el 2014
- Yurikago (bailarina y voz)

Se une en el 2010, Abandona en el 2012
- Aci (Violinista y Compositor)

Se une en el 2010, Abandona en el 2011
- Chro (Guitarrista y Compositor)

Se une en el 2012
- Ceei (bailarina)

Se une en el 2012, Abandona en el 2014

### CD
- Ningyou Shoukan (miniálbum) (10/12/1999) - Letras: Dada, Música: Kalm

1. Igyou Hime 
 
2. Saakasu Byou 

3. Dance with Skeleton 

4. Ningyou Shoukan 

5. [ - - - ] 

6. Hanauri Musume 

- Street of Alice (álbum)(10/05/2000) - Letras: Dada, Música Kalm

1. Street of Alice 

2. SAD MASK 

3. GIRL FIEND 

4. Hamono no Koi 

5. DOOMED LOVE 

6. COLD SLEEP 

7. MAZE 

8. LA FIN 

- "Blanc et Noir (álbum)(25/3/2015)

Letras y Música: Dada & Chro
1- Luzifer
2- Toxic Queen
3- Jailed Prince
4- Misery 
5- No.15
6- Goodbye Alice

### Best Album
- Double Twelve (álbum)(26/02/2014) - Letras: Dada, Música Kalm

Disc 1
01. Jungfrau Traum 

02. Unhappy Birthday 

03. Street of Alice2.0 

04. Hanauri Musume 

05. Make up Shadow 

06. SAD MASK 

07. VELVET EDEN 

08. MAZE 

09. Masquarade Alone 

10. Himebara Sacrifice 

11. Syoujo A 

Disc 2 
01. Unknown Spider 

02. One Caress 

03. Girl's End 

04. La fin 

05. Paraph 

06. Rouge d'noir 

07. Freakshow 

08. Duel d'Amour 

09. Marionette Waltz 

10. Witch on Flames 

11. Platonic Blood 

12. Confession of Mask 

13. Regret 

### Maxi Single
- Sute Neko (single) (9/10/2000)

1. Sute Neko (Música: Masahiro) 

2. Dead Man's Child -MINUS 1 Gakushou- (Música: Hora) 

3. Karesusuki (Música: Hora) 

- La Fin (Russian Version) (single) (xx/xx/2012)

01 Street of Alice 1.5R (на русском) 

02 Ningyo Shoukan - JAG PANTHER mix 

03 La Fin Russian ver. (на русском) 

04 Sad Mask acoustic ver. 

### Demo Tapes
- Kumo-Onna (Demo Tape) (12/2000)

1. Kumo-Onna (Música: Hora) 

2. Tsuppari Visual Rock 'n Roll (en vivo) (Cover) 

- Kumo-Onna (Unreleased) (Demo Tape) (12/2000)

1. Kumo-Onna (Unreleased Version) (Música: Hora) 

- Operaza no Kaijin/Kanashimi no Bara Shouzoku (Demo Tape) (05/2001)

1. Operaza no Kaijin 

2. Kanashimi no Bara Shouzoku (Música: Bera) 

- Kumo no Sujiro/Kajuen (Demo Tape) (01/2002)

1. Kumo no Sujiro 

2. Kajuen 

- Saigo no Bansan/Fushigi no Kuni no Alice (Demo Tape) (2/2002)

1. Saigo no Bansan (Música: Bera)

2. Fushigi no Kuni no Alice 

- Fan Letter Kurenai/Rouge de Noir (Demo Tape) (3/2002)

1. Fan Letter Kurenai 

2. Rouge de Noir 

- Street of Alice (Demo Tape) (3/1999) - Letras: Dada, Música: Kalm

1. Street of Alice (Demo Version) 

2. Paraph 

3. DOOMED LOVE (Demo Version) 

4. Silk 

- Madame Tarantula (Demo Tape) (24/07/1999) - Letras: Dada, Música: Kalm

1. Madame Tarantula 

2. SAD MASK (Demo Version) 

3. GIRL FIEND (Demo Version) 

4. LA FIN (Demo Version) 

### Live Songs
1. Utsukushisa wa Tsumi 

2. Arachnophobia 

3. Energishu Handsamu 

### VHS
- SAD MASK (10/03/2000)

1. Igyou Hime 

2. CONFESSION 

3. SAD MASK 

4. A LOST 

5. Saakasu Byou 

6. Ningyou Shoukan 

7. ...AND SCHISM 

8. MAZE 

9. LA FIN 

- 人間解体 2 (2000)

### DvD
- SAD MASK (xx/xx/2012)

1. Igyou Hime 

2. CONFESSION 

3. SAD MASK 

4. A LOST 

5. Saakasu Byou 

6. Ningyou Shoukan 

7. ...AND SCHISM 

8. MAZE 

9. LA FIN 

- Film Noir (30/07/2014)

01. One Caress 

02. Paraph 

03. Shojo A 

04. VELVET EDEN 

- Behind the Tales (26/11/2014)

01. Street of Alice 

02. Freakshow 

03. La fin 

04. Luzifer 

05. Masquarade Alone 

06. Confession of Mask 

07. Marionette Waltz (clip) 

### Myspace
1. Witch On Flames 

2. Tsuki Kumo Nocturne 

3. Tragic Puppet Show 

4. Tsuki Kumo Nocturne complete ver. 

## Enlaces
- http://www.myspace.com/velveteden (MySpace Oficial)
- http://www.streetofalice.blogspot.com/ (No Oficial , en español , Dominican Republic)
- http://silken-madame.tk/ (No Oficial , en español , Chile)
- https://web.archive.org/web/20030205074704/http://ar.geocities.com/shinjidark/velveteden/velveteden.htm (No oficial , en español , Argentina)

- Datos: Q4574612